# Demografia da Região Centro-Oeste do Brasil
Com uma população de cerca de 16 milhões de habitantes, o Centro-Oeste, é a região menos populosa e possui a segunda menor densidade populacional. Por esse motivo, apresenta algumas concentrações urbanas e grandes vazios demográficos.

## Povoamento
As primeiras estradas e vilas criadas na região foram obras dos bandeirantes que, durante os séculos XVII e o XVIII, desbravaram territórios à procura de minérios ou para capturar indígenas. Mas o efetivo povoamento regional somente começou quando o desenvolvimento do Sudeste fez surgir um forte mercado consumidor para a pecuária e a agricultura na parte sul da região.
Em 1935, Goiânia foi construída para ser a nova capital de Goiás, o que se tornou um atrativo ao povoamento da área. Outros municípios foram crescendo em importância, como Anápolis, por exemplo, ligada a Minas Gerais através de várias rodovias e ferrovias. A construção da Estrada de Ferro Noroeste do Brasil, concluída em 1950, que liga Bauru, em São Paulo, a Corumbá, em Mato Grosso do Sul, facilitou o escoamento dos produtos e consolidou o desenvolvimento de todo o extremo sul de Goiás e de Mato Grosso.
A parte nordeste da região, até o início da década de 1960, permanecia praticamente selvagem e mal conhecida pelo homem, até que a construção de Brasília e a abertura de estradas — como a Rodovia Belém-Brasília, por exemplo — acabaram atraindo contingentes de migrantes de todo o Brasil para o Planalto Central.

## Perfil populacional

### Etnias
| Cor/Raça (2006)    | Cor/Raça (2006) |
| ------------------ | --------------- |
| Branca             | 50,5%           |
| Parda              | 43%             |
| Preta              | 5,7%            |
| Indígena e amarela | 0,8%            |

Entre os tipos humanos característicos do Centro-Oeste estão: o vaqueiro do Pantanal, o boiadeiro de Goiás, os peões das fazendas de gado, os garimpeiros, os índios com as suas múltiplas formas de cultura como a influência sulista no Mato Grosso e Mato Grosso do Sul e nordestina no Distrito Federal.
De acordo com estudos autossômicos realizados, a ancestralidade europeia responde por 66,30% da herança da população, a ancestralidade africana responde por 21,70% da e a herança indígena, 12,00%. A composição (ancestralidade) da população de Goiás como um todo encontra-se assim descrita: 83,70% europeia, 13,30% africana e 3,0% indígena. E a do Mato Grosso do Sul:  73,60% europeia, 13,90% africana e 12,40% indígena.

### Migrações internas
Um importante grupo do Centro-Oeste é o grupo dos sulistas (gaúchos, catarinenses, paranaenses) que se instalaram sobretudo no sul de Mato Grosso do Sul. Na região, foram os responsáveis pela organização da agricultura, abriram rodovias, montaram serrarias, fundaram vilas e municípios.
A expansão agrícola, boas estradas e oportunidades de progresso relativamente rápido são fatores responsáveis por essa atração. O Centro-Oeste formou sua população com migrantes vindos de todas as demais regiões do país, caracterizando-se assim pela heterogeneidade humana. Entretanto, há equilíbrio entre a porcentagem de brancos (50,1%), concentrados sobretudo no sul, e a de mestiços (46,3%), principalmente mamelucos, encontrados nas partes norte e central. As outras etnias compõem os restantes 3,6% da população.

### Grupos indígenas
A presença indígena é muito intensa no Centro-Oeste. Habitam numerosas tribos inóspitas e em algumas reservas e parques indígenas que podem ser citados: o Parque Indígena do Xingu, que reúne cerca de 20 tribos diferentes, o Parque Indígena do Araguaia, na ilha do Bananal, a Reserva Indígena Xavante e a Reserva Indígena Parecis.
Os índios se dedicam, em geral, a agricultura, pecuária, artesanato, garimpagem, caça e pesca. Mas sofrem com as frequentes invasões de seus territórios.

## Urbanização

### Distribuição populacional e densidade demográficas
A distribuição populacional na região é bastante desigual, havendo concentração da população. Há uma diferença notável entre a parte norte, praticamente vazia, e a parte sul, onde se localizam os maiores municípios e também as áreas mais expressivas demograficamente. O estudo da população apoia-se em alguns fatores demográficos fundamentais, que influenciam o crescimento populacional.
| Unidade Federativa  | População (2017) | Densidade demográfica (hab/km²) - IBGE/2010 | Municípios |
| ------------------- | ---------------- | ------------------------------------------- | ---------- |
| Distrito Federal    | 3.039.444        | 444,66                                      | 1          |
| Goiás               | 6.778.772        | 17,65                                       | 246        |
| Mato Grosso         | 3.344.544        | 3,36                                        | 141        |
| Mato Grosso do Sul  | 2.713.147        | 6,86                                        | 79         |
| Região Centro-Oeste | 15.875.907       | 9,75                                        | 466        |

### Principais municípios
Abaixo os maiores municípios em população da região e por estado.

### Regiões Metropolitanas
Com 15.660.988 habitantes, conforme estimativa do Instituto Brasileiro de Geografia e Estatística (IBGE) para 2016, a Região Centro-Oeste é pouco povoada, porém a mesma possui duas regiões metropolitanas e uma RIDE. São elas:
- Região Metropolitana de Goiânia com 2.458.504 habitantes (IBGE/2016)[14], sendo 22 municípios.
- Região Metropolitana do Vale do Rio Cuiabá com 856.706 (IBGE/2016)[15] habitantes, sendo 4 municípios.

Além de Possuir:
- Região Integrada de Desenvolvimento do Distrito Federal e Entorno com 4.284.676 habitantes (IBGE/2016)[16], sendo 22 municípios mais o Distrito Federal.
- Na região ainda possui outros aglomerados que não são reconhecidos oficialmente tais como o da Grande Dourados e os fronteiriços (Corumbá e Ponta Porã).